# Syzygium orites
Syzygium orites är en myrtenväxtart som först beskrevs av Henry Nicholas Ridley, och fick sitt nu gällande namn av Ian Mark Turner. Syzygium orites ingår i släktet Syzygium och familjen myrtenväxter. Inga underarter finns listade i Catalogue of Life.